# Via Masaccio
Via Masaccio è una lunga strada semicentrale di Firenze, che va dal viale Don Giovanni Minzoni a via Capo di Mondo.

## Storia e descrizione
Lo sviluppo urbano di questa zona di Firenze, immediatamente fuori dal centro, risale al periodo di Firenze Capitale (1865-1871) e dei piani di sviluppo di Giuseppe Poggi, che demolì le mura e creò gli ampi viali alla parigina. Sorsero palazzine, ville e villini per l'alta borghesia dell'epoca, spesso in stile eclettico o Liberty. 
Via Masaccio fu ridedicata al pittore rinascimentale nel 1882, dopo essere stata dedicata a Niccolò Machiavelli (a cui venne invece dedicato un ampio viale nella zona dei Colli. La strada corre parallela al viale Giacomo Matteotti e per la sua posizione un po' defilata, venne caratterizzata da palazzi residenziali per il ceto medio e popolare. Alcune realizzazioni di pregio si aggiunsero nel corso del Novecento, come la già sede Sip, progettata da Giovanni Michelucci nel 1962 e terminato nel 1967. Tra gli edifici che si distinguono ci sono poi l'Istituto professionale Benvenuto Cellini, non lontano dal viale Mazzini, e l'edificio commerciale, oggi Esselunga, nell'isolato confinante col viale don Minzoni. 
All'incrocio con via fra' Domenico Buonvincini si trova un tabernacolo con una Madonna della Divina Benedizione scolpita da Bruno Lucchesi nel 1954; è considerato il primo tabernacolo eretto a Firenze dopo la seconda guerra mondiale e fu donato dagli impresari Lastrucci e Maserati con la Compagnia dei nuovi Laudesi della vicina parrocchia di San Francesco. 
Al 218 una lapide ricorda don Lorenzo Milani: 
| IN QUESTA CASA IL 26 GIUGNO 1967 MORÌ DON LORENZO MILANI PRIORE DI BARBIANA IL COMUNE DI FIRENZE POSE NELL'ANNO 2010 |